# Chryselefantien

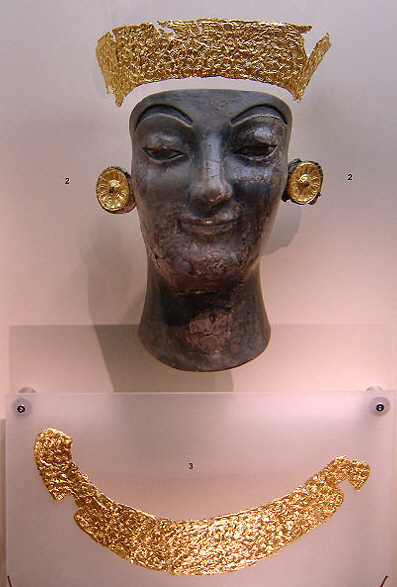
Overblijfselen van een chryselefantien standbeeld. Archaeologisch Museum van Delphi

Chryselefantien, Oudgrieks χρυσός, chrusos, 'goud' en ἐλεφάντινος, elephantinos, 'ivoren', is de technische term voor een beeldhouwtechniek in het oude Griekenland, waarbij de kostbare materialen goud en ivoor werden aangewend voor de vervaardiging van monumentale standbeelden. De lichaamsdelen werden door een houten kern gevormd met ivoor eromheen. Goud of een ander metaal werd voor de kleren en versierselen gebruikt.
De Griekse voorkeur voor technische virtuositeit komt met deze beelden het best tot uiting. Deze nu verdwenen kunstvorm, die reeds in de loop van de Archaïsche periode tot ontwikkeling was gekomen, bereikte zijn hoogtepunt met twee standbeelden van Phidias, beide meer dan 10 m hoog: het beeld van Zeus te Olympia en van Athena Parthenos op de Akropolis van Athene. 
Het karkas ervan was hol en werd door een houten timmerwerk bijeengehouden. De holte zichtbaar van de centrale balk, die het geraamte van de Athena Parthenos droeg, is nog steeds in de tegelvloer van het Parthenon te zien. Het lichaam van het beeld zelf was van hout. Het rustte op deze betimmering en was tot in de details gebeeldhouwd. Het ivoor en het goud werden er daarna op aangebracht: het ivoor, in dunne warmgelijmde platen, voor de onbeklede lichaamsdelen, het goud, in bladen waarop gedreven versieringen waren aangebracht en op het hout waren gespijkerd, voor de kledingstukken, het haar en de bijkomstige onderdelen. Ingelegde edelstenen en halfedelstenen dienden voor de versiering en om de glans van de ogen te verhogen. 
Men kan zich voorstellen met welke moeilijkheden de kunstenaar soms te kampen had in de loop van deze ingewikkelde arbeid, die de deskundigheid van een goudsmid en een juwelier, evengoed als die van een timmerman en beeldhouwer vereiste. Het beeld moest na de voltooiing bovendien nog met de uiterste zorg worden onderhouden om te voorkomen dat er speling in de verbindingen kwam, dat de verschillende materialen loslieten, dof werden en dat ratten, insecten en ander ongedierte de betimmering aantastten. Zodra het beeld op zijn plaats stond, werden er voorzorgsmaatregelen getroffen om het uitdrogen van het hout tegen te gaan. Er was in Olympia een familie, die beweerde af te stammen van Phidias, die uitsluitend met het onderhoud van de Zeus was  belast. Niettemin moesten er soms reparaties worden verricht, zoals die door de beeldhouwer Damophon van Messene in de 2e eeuw v.Chr.
Bekende kunstenaars, die op deze manier standbeelden maakten, waren:
- Calamis, eerste helft van de 5e eeuw v.Chr.
- Canachus, eind van de 6e en het begin van de 5e eeuw v.Chr